# Comuna Ražanac, Zadar
Ražanac este o comună în cantonul Zadar, Croația, având o populație de 2.940 de locuitori (2011).

## Demografie
Componența etnică a comunei Ražanac
     Croați (98,47%)
     Necunoscut (0,03%)
     Neclasificat (1,12%)
Componența confesională a comunei Ražanac
     Catolici (97,99%)
     Necunoscută (0,44%)
     Alte religii (1,56%)
Conform recensământului din 2011, comuna Ražanac avea 2.940 de locuitori. Din punct de vedere etnic, majoritatea locuitorilor (98,47%) erau croați. Apartenența etnică nu este cunoscută în cazul a 0,03% din locuitori. Din punct de vedere confesional, majoritatea locuitorilor (97,99%) erau catolici. Pentru 0,44% din locuitori nu este cunoscută apartenența confesională.